# Какое тебе дело до того, что думают другие?
«Какое тебе дело до того, что думают другие?»: Продолжение невероятных приключений Ричарда Ф. Фейнмана, рассказанное Ральфу Лейтону («What Do You Care What Other People Think?»: Further Adventures of a Curious Character) (1988) — вторая из двух книг, состоящих из устных и отредактированных устных воспоминаний американского физика Ричарда Фейнмана. Является продолжением книги «Вы, конечно, шутите, мистер Фейнман!» Ричард Фейнман получил Нобелевскую премию по физике в 1965 году за вклад в развитие квантовой электродинамики. Он — физик-теоретик, известный своими работами по формулировке квантовой механики через интегралы по траекториям, квантовой электродинамике, физике сверхтекучести переохлажденного жидкого гелия, а также физике элементарных частиц, для которой он предложил модель партона. За вклад в развитие квантовой электродинамики Фейнман совместно с Джулианом Швингером и Синъитиро Томонагой был удостоен Нобелевской премии по физике в 1965 году.

## Обзор
Книга готовилась к печати, когда Фейнман боролся с редкой формой рака, и стала последней из его автобиографических работ.
В первом разделе представлена серия юмористических историй из разных периодов его жизни, а во втором рассказывается о его участии в комиссии Роджерса, расследующей катастрофу космического челнока «Челленджер». В одной главе он описывает импровизированный эксперимент, в котором он показал, как уплотнительные кольца в ракетных ускорителях шаттла могли выйти из строя из-за низких температур утром в момент запуска. Позднее эта неудача была определена как основная причина разрушения шаттла. Эта часть книги была экранизирована под названием «Челленджер».
Книга гораздо слабее структурирована, чем предыдущая «Вы, конечно, шутите, мистер Фейнман!». Она содержит рассказы, письма, фотографии и несколько набросков, которые Фейнман создал в более позднем возрасте, когда учился рисовать у своего друга художника Джирайра Зортьяна.
Следует отметить историю его первой жены Арлин, у которой был диагностирован туберкулёз. Она умерла, когда Фейнман работал над Манхэттенским проектом; в качестве названия книги взят вопрос, который Арлин часто задавала Фейнману, когда он был слишком озабочен мнением коллег о своей работе.
Книга заканчивается главой «Ценность науки», небольшой речью, которую он произнёс на осеннем заседании Национальной академии наук 1955 года.

## Издания
- Feynman, Richard P., What Do You Care What Other People Think?, 1988, W. W. Norton, ISBN 0-393-02659-0, 2001 paperback: ISBN 0-393-32092-8